# 어부들
"어부들"은 1961년 공개된 대한민국의 영화이다.

## 배역
- 김승호 : 배삼룡 역
- 최무룡 : 배진호 역
- 신영균
- 김희갑 : 허태수 역
- 조미령 : 진숙 역
- 전계현
- 최남현 : 윤 선생 역
- 최봉 : 허태봉 역
- 황정순
- 박철민
- 라정옥